# Saturio de Numancia
Saturio (Soria, 493-ibídem, hacia el 570) fue un anacoreta visigodo del siglo VI. Ha sido el santo patrón de Soria desde 1628 y su festividad es el 2 de octubre.

## Vida

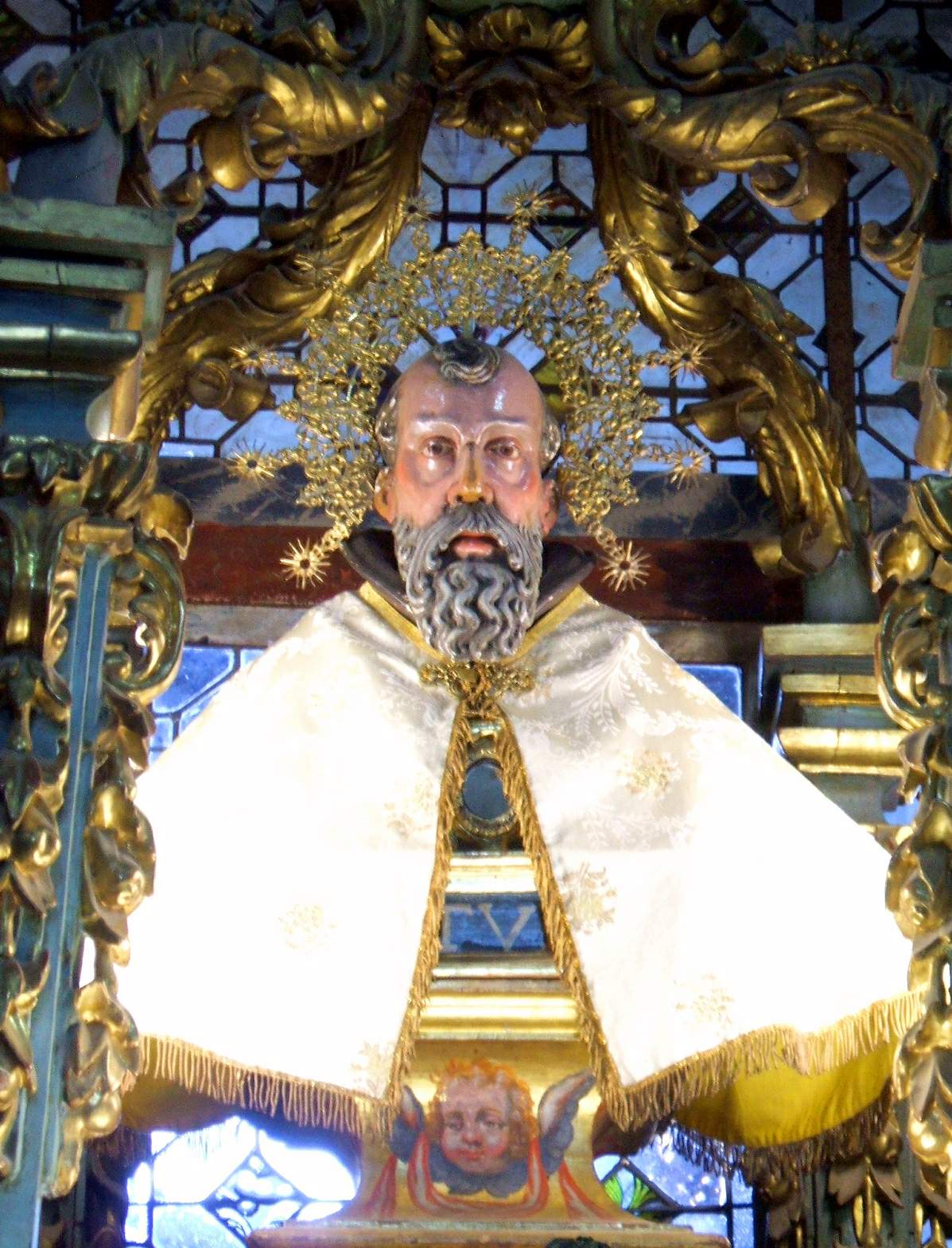
Busto de San Saturio en la ermita dedicada al anacoreta

La tradición sitúa a San Saturio como un eremita soriano que vivió en la segunda mitad del siglo VI. Su muerte se data hacia el año 570, aunque la Historia no tiene suficientes datos escritos como para reconstruir de manera fiable los detalles de su vida.
Al parecer, Saturio procedía de una familia de nobles y ricos visigodos. Cuando sus padres murieron repartió sus bienes entre los pobres, siguiendo los consejos evangélicos y se retiró a una cueva en la Sierra de Santa Ana, donde llevó una vida de oración continua y de contemplación y construyó un oratorio en honor del Arcángel San Miguel, del que era muy devoto.
San Saturio recibió cuando ya era un anciano la visita de Prudencio atraído por la fama de santo de la 
que gozaba Saturio. Durante siete años le enseñó las virtudes evangélicas, hasta que murió. Prudencio le enterró allí en la cueva y volvió a La Rioja, donde siguió evangelizando y fue posteriormente elegido Obispo de Tarazona. San Prudencio quiso volver a la cueva de Saturio para rendirle un homenaje, y organizó una peregrinación para venerar las reliquias de su maestro, a quien desde entonces tuvieron por santo. Así fue como Saturio, por aclamación popular se elevó a los altares, práctica aprobada por la Iglesia entonces.
Hay documentos conservados en el archivo de la Santa Iglesia Concatedral de Soria de los que se deduce el culto que desde entonces se tributó a San Saturio en esta ciudad. También se sabe que en Soria hubo una parroquia dedicada a San Prudencio, sin duda por su relación con San Saturio. Su pila bautismal se conserva en los claustros de la Concatedral de San Pedro.

## Reliquias
Al lado derecho del altar de San Miguel está señalado el lugar donde aparecieron las reliquias de San Saturio y cuya lápida lo recuerda. Parece ser que todo este recinto estaba totalmente tapiado hace algunos años y sin embargo los sorianos aprovechaban para meter la cabeza por un pequeño ventanuco ya que aseguraban que era un excelente remedio para mitigar los dolores de cabeza.
Las reliquias se veneran ahora en el altar mayor de la ermita en una arqueta. No así la cabeza del santo que se encuentra en la Capilla de San Saturio de la Concatedral de San Pedro, eso sí, protegida con una artística funda-relicario de plata. En el inventario de las reliquias realizado el 11 de octubre de 1603 por orden del obispo don fray Enrique Enríquez se describen las siguientes reliquias:

La cabeça entera del Santo, que está á parte de las demás Reliquias puesta en su Relicario de plata. Una pierna entera con parte del cuero en el muslo, con un huesso grande de la espalda pegado en él. Otro huesso grande de la pierna. Medio braço del codo á la mano, con quatro dedos de ella, todo entero, y todo casi cubierto de cuero. Tres huessos de los braços, todos enteros. Un huesso grande, en que está toda la cadera con mucha parte de cuero. Un huesso de una ternilla, Dos costillas pegadas con la paletilla del pecho. El ultimo huesso grande del espinazo. Otro huesso de braço o pierna, largo. Nueve costillas enteras, y otros tres pedazos de ellas. Dos huessos grandes del espinazo. Tres pedazos de carne grandes. Las quales todas dichas Reliquias, huessos, pellejo, y carne, como están numeradas, están en el arca del señor San Saturio cerradas con tres llaves, que tienen el Dean, y Cabildo desta Santa Iglesia. Assi dize el inventario que de ellas se hizo por el Ilustrissimo señor Don Fray Enrique Enriquez.
Inventario que se hizo de las reliquias de San Saturio el 11 de Octubre de 1603

Así mismo, el busto-relicario de San Saturio que se encuentra en el altar mayor de la ermita y que fue realizado a principios del siglo XIX, contiene en el pecho una falange del santo protegida tras un cristal.

## Culto

### Soria

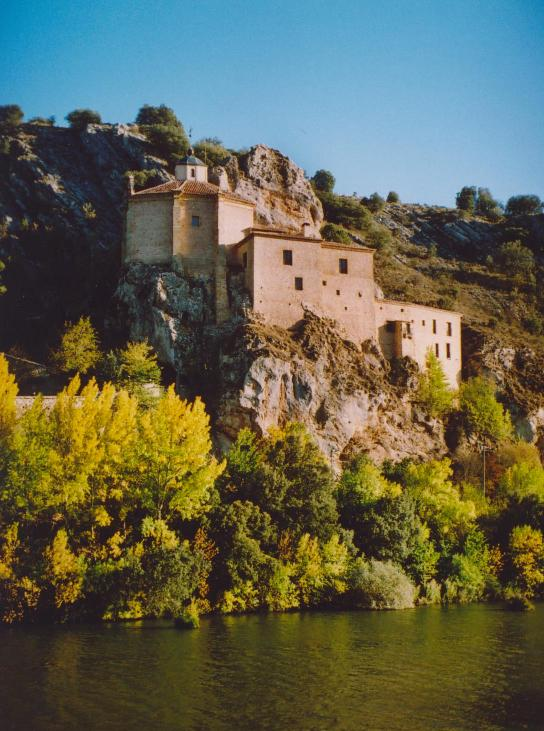
Ermita de San Saturio

A mediados del siglo XVI, casi se había olvidado la memoria de san Saturio, y no se conservaba más que una ligera reminiscencia de que, en la antigua ermita de San Miguel, se conservaban los restos de lo que se decía que era un cuerpo santo:

Otro sí dijeron, que por cuanto la Iglesia Ermita de San Miguel de la Peña de esta ciudad, es una ermita devota de mucha antigüedad y hay en ella un cuerpo Santo que dicen de San Saturio, e allí la dicha ciudad va en sus procesiones y en ella se tiene gran devoción por ser como es cosa tan devota e agora se quiere caer e undir e seria en mucho daño, por tanto mandaban e mandaron que para el reparo de dicha Ermita e edificio, de la madera que hay en las casas que esta ciudad ha comprado para la salida de la puente de dicha ciudad, se dé y tome lo que fuere menester y en la costa de las obras que lo hiciere, esta dicha ciudad pague la mitad, e la otra mitad pague la Iglesia de San Pedro, que salía de la dicha ermita, por esto como está dicha Iglesia de San Pedro tan pobre, Miguel Mogica y Juan de (Secretarios).

En 1628, san Saturio fue recibido como patrón de Soria y con tal motivo se celebró un festejo taurino extraordinario en el que contribuyó el Estado Noble (Los Doce Linajes) junto con las demás comunidades a petición del ayuntamiento. Éste sería el inicio de las Fiestas de san Saturio. Desde entonces, el día del Patrón, el Concejo comenzó a realizar una misa y procesión desde la ermita de san Miguel hasta la Colegiata de san Pedro. En 1630, hallamos otro acuerdo por el que se dispone hacer una rogativa, por la falta de lluvia, de manera que se bajó a la Virgen del Mirón a la Concatedra de san Pedro, llevando también allí al Santo, para llevar a las dos imágenes en procesión. El cielo debió acceder a los ruegos de los fieles, regando con la abundante lluvia los campos, porque al año siguiente de 1631, la ciudad acordaba por primera vez, que el 1 de octubre, víspera del de san Saturio, se fuera en procesión a la ermita de san Miguel, donde estaba el cuerpo del santo, y se trajera la imagen a la iglesia de san Pedro, y al día siguiente se dijera en su honor una misa, así como también que por la noche hubiera grandes luminarias, y en la procesión fueran todas las cofradías, los pendones y las ceras, anunciándose esta nueva fiesta a los vecinos por medio de un pregón. Durante tres años se siguieron realizando estos actos; en 1633 se regularon definitivamente las fiestas añadiendo a los festejos anteriores una corrida de toros, y en adelante se celebró esta fiesta sin interrupción.
El reconocimiento a san Saturio como santo en el catálogo de santos de la Iglesia llegó el 31 de agosto de 1743 por decreto del papa Benedicto XIV se concedía el patronazgo y el carácter de fiesta de ambos preceptos a la ciudad de Soria, en el día de san Saturio. La ciudad abre el mes de octubre con un novenario en honor a San Saturio, cuyas reliquias son procesionadas. Las calles se visten de fiesta con desfiles de gigantes y cabezudos, conciertos y espectáculos pirotécnicos. Es tradición, por otra parte, celebrar una romería a la ermita de San Saturio.
- Fiestas de San Saturio

### San Felíu de Codinas
Pese a ser un santo local, existe una imagen que se venera todavía en la iglesia parroquial de San Felíu de Codinas (Barcelona). En esta localidad se fundó en 1604 un gremio y cofradía de curtidores y tejedores que estuvo bajo la advocación de Sant Miquel y de San Saturio a partir del 1753, a causa del rector Saturio Romero y Palacios, hijo de Soria. También se conserva de esta localidad una lámina del siglo XVIII con un canto, en verso y en catalán a San Saturio.

### Cádiz
En la ciudad de Cádiz existe así mismo una imagen de San Saturio, de cuerpo entero. En el retablo mayor de la Real Capilla de Nuestra Señora del Pópulo encontramos la imagen de madera policromada de San Saturio, obra de influencias genovesas, realizada en el siglo XVIII.

### Gumiel de Izán

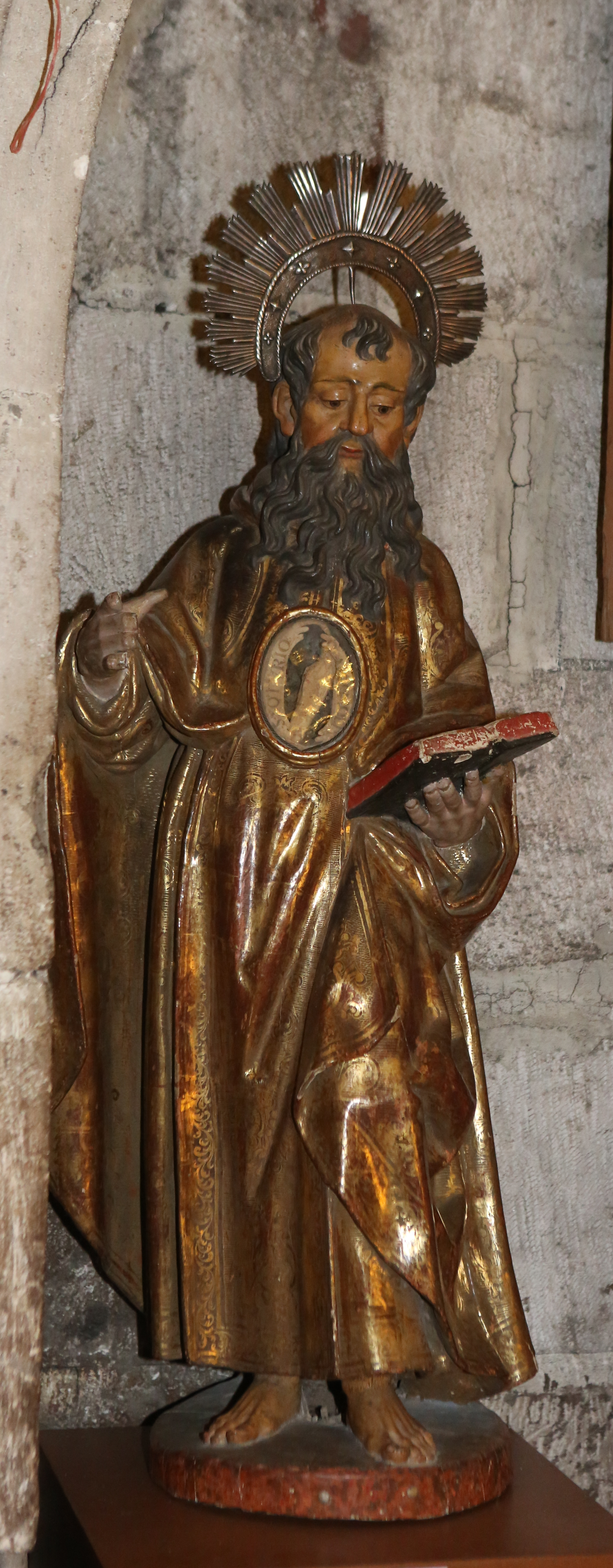
San Saturio-Museo Gomellano

En el Museo Gomellano sito en la iglesia de Santa María de la localidad de Gumiel de Izán, se encuentra otra de las escasas tallas de cuerpo entero de san Saturio. Es una talla policromada de 0,93 metros del siglo XVII y estilo barroco. Su cabeza es la clásica en toda la imaginería del santo, con flequillo y barbas largas, veste de anacoreta y capa. En el pecho lleva un relicario donde puede leerse: «San Saturio, ora pro nobis».

## Edificios religiosos bajo su advocación
- Ermita de San Saturio en Soria.

## Santeros
Acontinuación se muestran algunos nombres de quienes desempeñaron la función de santero hasta 1994, cuando un funcionario del ayuntamiento se encarga de la manutención de la ermita. 
| Fecha             | Nombre                | Notas |
| ----------------- | --------------------- | --- |
| Finales siglo XVI | Juan García           | |
| ???? - 1654       | Nicolás Ducha         | Abandona. |
| 1654 -16??        | Andrés Ibáñez         | |
| 1699 -1702        | Gregorio de la Cruz   | |
| 1702 - 1702       | Gregorio              | No llegó a ejercer, pues Joseph Marín pedía y suplicaba ser ermitaño, en lugar de Gregorio. |
| 1702 - 1704       | Joseph Marín          | Nacido en Castilfrío de la Sierra. Varias quejas llegan a oídos del cabildo, su aplicación es poca, no da cuentas de las limosnas que recoge. Termina despedido. |
| 1704 - 17??       | Francisco Gallardo    | Nacido en Soria. |
| 1972 - 1980       | Pablo Raposo Casasses | Se lo perdonaron todo, sus extravagancias, por ser simpático, hasta que el 9 de noviembre de 1980 el programa de televisión Fantástico 80, al ser entrevistado por José María Íñigo, realizó comentarios personales fuera de lugar y terminó la entrevista gritando “Visca Catalunya”. Ante las presiones populares fue despedido. |
| 1981 - 1994       | Cipriano Lozano Lara  | Fue el último que hizo vida de ermitaño, aunque con alguna restricción. |

## Literatura
- El santero de San Saturio[7], Juan Antonio Gaya Nuño, 1953. La ermita soriana de san Saturio recibe a un nuevo santero, nacido en Tardelcuende que, bajo su barba y sayal esconde su propia historia.[8]